# Frais (Territoire de Belfort)
Frais (deutsch früher Freß) ist eine französische Gemeinde mit 237 Einwohnern (Stand: 1. Januar 2022) im Territoire de Belfort in der Region Bourgogne-Franche-Comté. Die Bewohner werden Fraisiers und Fraisières genannt.

## Geographie
Frais liegt auf 354 m Meereshöhe, etwa zehn Kilometer östlich der Stadt Belfort (Luftlinie). Das Dorf erstreckt sich in der Burgundischen Pforte, auf dem Plateau im Vorland der Vogesen, leicht erhöht am westlichen Rand der Talebene des Ruisseau de Saint-Nicolas.
Die Fläche des 2,81 km² großen Gemeindegebiets umfasst einen Abschnitt der nur schwach reliefierten Landschaft im Bereich der Burgundischen Pforte (Trouée de Belfort). Die östliche Grenze verläuft entlang dem Ruisseau de Saint-Nicolas, der in einer ungefähr 700 m breiten Talebene nach Süden fließt und das Gebiet über die Bourbeuse zur Allaine entwässert. Vom Bachlauf erstreckt sich das Gemeindeareal westwärts über einen sanft ansteigenden Hang bis auf die langgezogene Anhöhe des Haut-Bois, der zum Waldgebiet des Bois de Bessoncourt gehört. Hier wird mit 381 m die höchste Erhebung von Frais erreicht. In Muldenlagen nördlich und südlich des Dorfes befinden sich mehrere Weiher, die einst für die Fischzucht angelegt wurden. Ansonsten ist das Gebiet überwiegend von Acker- und Wiesland bedeckt.
Nachbargemeinden von Frais sind Fontaine im Norden, Foussemagne im Osten, Petit-Croix im Südwesten, Bessoncourt im Westen sowie Phaffans im Nordwesten.

## Geschichte
Erstmals urkundlich erwähnt wird Frais im Jahr 1445 unter dem Namen Fray. Auf einer Karte von Gerhard Mercator erscheint Frais unter dem deutschen Namen Freß. Von 1765 ist die Bezeichnung Lefray überliefert. Seit Mitte des 14. Jahrhunderts befand sich das Gebiet unter der Oberhoheit der Habsburger. Frais gehörte zur Herrschaft Montreux. Zusammen mit dem Sundgau kam das Dorf mit dem Westfälischen Frieden 1648 an die französische Krone. Seit 1793 gehörte Frais zum Département Haut-Rhin, verblieb jedoch nach dem Deutsch-Französischen Krieg 1871 als Teil des arrondissement subsistant du Haut-Rhin zum restlichen Elsass bei Frankreich. Seit 1997 war Frais zunächst mit 12 anderen Gemeinden zum Gemeindeverband Communauté de communes du Tilleul zusammengeschlossen, der 2017 in die Grand Belfort Communauté d’Agglomération aufging.

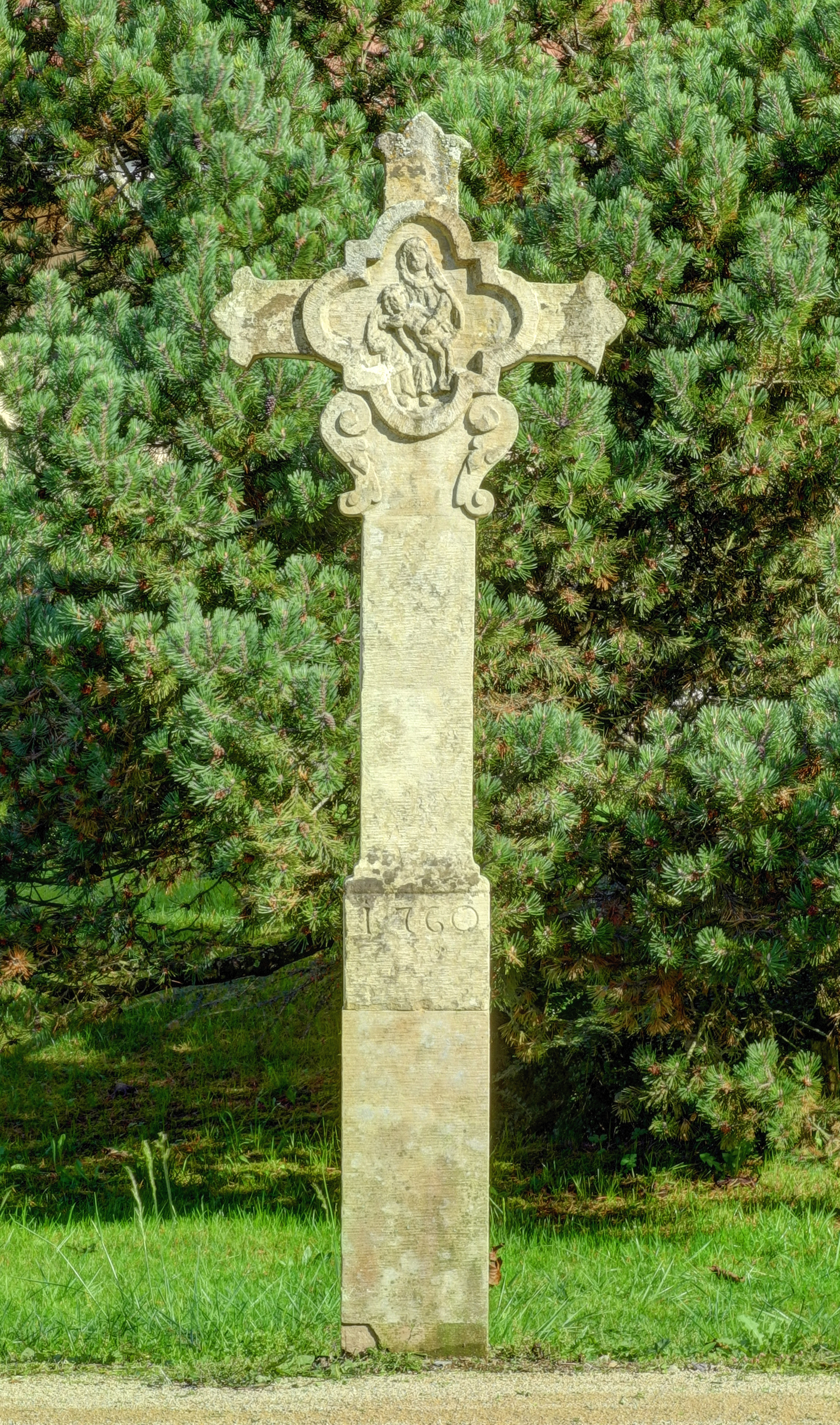
Flurkreuz an der Straße nach Fontaine

## Sehenswürdigkeiten
An der Straße nach Fontaine steht ein Wegkreuz von 1760, das seit 1980 als Monument historique klassifiziert ist.

## Bevölkerung
| Jahr      | 1962 | 1968 | 1975 | 1982 | 1990 | 1999 | 2006 | 2013 | 2020 |
| --------- | ---- | ---- | ---- | ---- | ---- | ---- | ---- | ---- | ---- |
| Einwohner | 83   | 85   | 92   | 152  | 205  | 225  | 235  | 227  | 237  |

Mit 237 Einwohnern (1. Januar 2022) gehört Frais zu den kleinen Gemeinden des Département Territoire de Belfort. Nachdem die Einwohnerzahl in der ersten Hälfte des 20. Jahrhunderts abgenommen hatte (1906 wurden noch 130 Personen gezählt), wurde seit Mitte der 1970er Jahre wieder ein deutliches Bevölkerungswachstum verzeichnet. Seither hat sich die Einwohnerzahl mehr als verdoppelt.

## Wirtschaft und Infrastruktur
Frais war bis weit ins 20. Jahrhundert hinein ein vorwiegend durch die Landwirtschaft (Ackerbau, Obstbau und Viehzucht), die Fischzucht und die Forstwirtschaft geprägtes Dorf. Heute gibt es einige Betriebe des lokalen Kleingewerbes und ein Unternehmen der Automobilbranche. Mittlerweile hat sich das Dorf zu einer Wohngemeinde gewandelt. Viele Erwerbstätige sind auch Wegpendler, die in den Agglomerationen Belfort und Mülhausen ihrer Arbeit nachgehen.
Die Ortschaft ist verkehrstechnisch gut erschlossen. Sie liegt an der Departementsstraße D419 (ehemalige Route nationale 19), die von Belfort nach Altkirch führt. Der nächste Anschluss an die Autobahn A36 befindet sich in einer Entfernung von ungefähr sechs Kilometern. Eine weitere Straßenverbindung besteht mit Fontaine.